# Caeculus
Caeculus war in der römischen Mythologie ein Sohn des Vulcanus.
Er ist der legendäre Gründer der Stadt Praeneste (heute Palestrina).
Nach der griechischen Lesart war nicht Caeculus, sondern Praenestes des Gründers von Praeneste.
Seine Mutter war eine Hirtin, die von einem Funken geschwängert wurde, der vom Herd in ihren Schoß sprang (weshalb er als Sohn des Vulcanus galt). Sie setzte das Kind aus, das aber gefunden und zu den Brüdern der Mutter gebracht wurde.
Wegen seiner kleinen, blinzelnden Augen wird er Caeculus genannt (caecus „blind“), eigentlich heißt er aber nach den Brüdern Depidius.
Nachdem er eine rechte Räuberjugend unter den Hirten verbracht hat, macht er sich schließlich mit einer Gruppe Gefährten an die Gründung der Stadt Praeneste.
Als er bei der Gründungsfeier die Nachbarn unter Hinweise auf seine Abstammung von Vulcanus zur Ansiedlung in seiner Stadt auffordert, schenken ihm die keinen Glauben.
Da bittet er seinen Vater um ein Zeichen, worauf plötzlich all seine Nachbarn in Flammen stehen, die erst auf Befehl des Caeculus wieder verlöschen. 
Damit sind alle von seiner göttlichen Herkunft überzeugt und Praeneste steht eine glänzende Zukunft bevor.
Er gilt als Stammvater der Gens Caecilia.